# Capul Bunei Speranțe
Vezi și: Castelul Bunei Speranțe

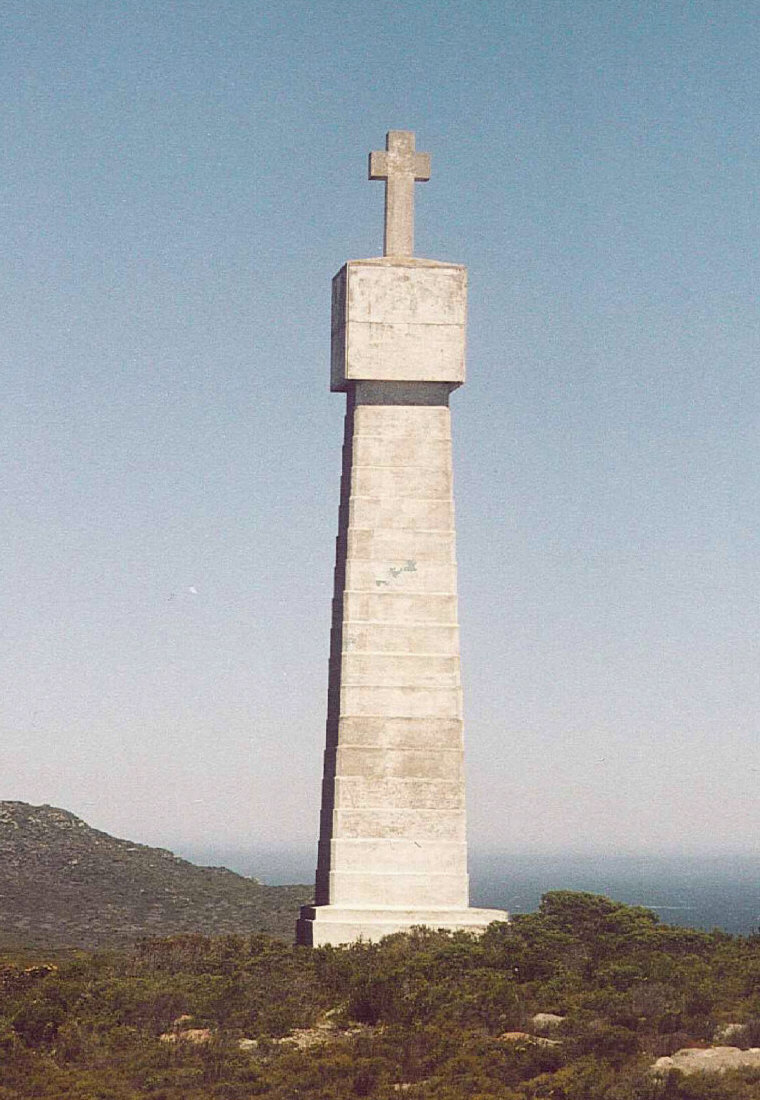
Crucea Vasco da Gama de la Capul Bunei Speranțe

Capul Bunei Speranțe este un cap aflat în sudul Africii, pe coasta Oceanului Atlantic, în Republica Africa de Sud. Nu este extremitatea sudică a continentului, capul Agulhas, aflat la 150 km distanță, fiind mai sudic.
Unul din cele mai mari capuri din sudul Atlanticului, Capul Bunei Speranțe a căpătat o semnificație deosebită pentru marinari de-a lungul timpului, fiind denumit în multe cazuri Capul. A fost un reper important de pe rutele clipperelor europene către Orientul Îndepărtat și Australia, rute încă parcurse în unele curse de yachting.
Termenul Capul Bunei Speranțe a fost utilizat și pentru a numi Colonia Capului înființată în 1652, în apropierea Peninsulei Capului. Puțin înainte de formarea Uniunii Africii de Sud, termenul se referea la întreaga regiune care avea să devină în 1910 Provincia Capului.

## Geografie

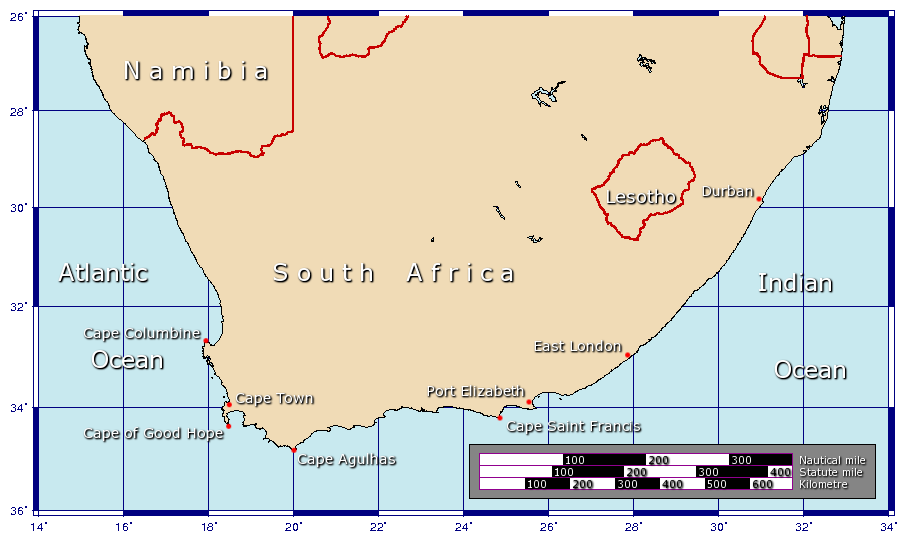
Hartă care arată poziția Capului Bunei Speranțe și a Capului Agulhas.

Capul Bunei speranțe se află la coordonatele 34°21′29″S 18°28′19″E / 34.35806°S 18.47194°E. Se află la colțul sud-vestic al Peninsulei Capului, la aproximativ 2,3 km vest și puțin spre sud de Punctul Capului (Cape Point) de pe colțul sud-estic. Peninsula formează limita vestică a golfului False Bay. Din punct de vedere geologic, stâncile de la cele două capuri — și în mare parte din peninsulă — fac parte din Grupul Table Mountain, și sunt formate din același tip de roci ca și cele din Table Mountain.
Capul Bunei Speranțe este adesea considerat a fi cel mai sudic punct al Africii și limita dintre oceanele Atlantic și Indian; de fapt, această limită o constituie adevăratul punct sudic al Africii, Capul Agulhas, aflat la aproximativ 150 km către est-sud-est. Orașul Cape Town se află la aproximativ 50 km nord de cap, în Golful Table în capătul nordic al peninsulei.

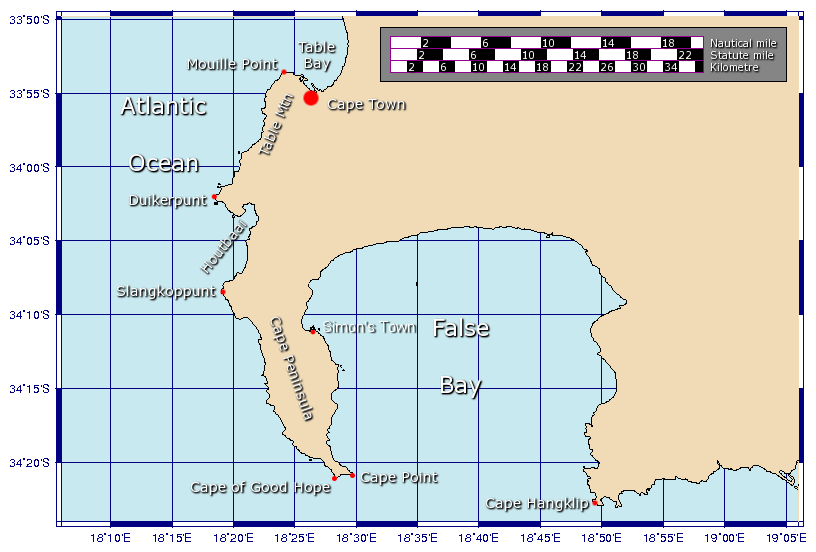
Hartă care prezintă Peninsula Capului, și care ilustrează poziția Capului Bunei Speranțe și a Punctul Capului (Cape Point).

Întreaga porțiune sudică a Peninsulei Capului este un parc național, regiune sălbatică și neatinsă de om.
Termenul Capul Bunei Speranțe a fost utilizat și într-un sens mai larg, pentru a numi regiunea vechii colonii europene din apropierea capului.

## Istoric
Primul european care a ajuns la acest cap a fost exploratorul portughez Bartolomeu Diaz în 1488, care l-a denumit „Capul Furtunilor” (în portugheză Cabo das Tormentas). El a fost rebotezat mai târziu de Ioan al II-lea al Portugaliei „Capul Bunei Speranțe” (în portugheză Cabo da Boa Esperança) datorită optimismului adus de deschiderea unei noi rute maritime către India și Orient.
Pământul din jurul capului era locuit de hotentoți la momentul stabilirii primilor olandezi în 1652.

Hartă din 1888 a Capului Bunei Speranțe, cu text în germană

Administratorul colonial olandez Jan van Riebeeck a înființat o tabără de realimentare pentru Compania Olandeză a Indiilor Orientale la aproximativ 50 km nord de cap, în Table Bay la 6 aprilie 1652, colonie ce a evoluat ulterior în orașul Cape Town. Proviziile de hrană proaspătă erau vitale pentru lungile călătorii în jurul Africii, și astfel Cape Town a devenit cunoscut ca „Taverna mărilor”.
La 31 decembrie 1687, a sosit la cap o comunitate de hughenoți din Olanda. Aceștia fugiseră în Olanda din Franța pentru a evita persecuțiile religioase de acolo. Compania Olandeză a Indiilor Orientale avea nevoie de agricultori pricepuți la Capul Bunei Speranțe și guvernul olandez a trimis acolo refugiații hughenoți. Colonia a crescut treptat de-a lungul următorilor 150 de ani până când a ajuns să se întindă pe sute de kilometri spre nord și nord-est.
Regatul Unit a invadat și a ocupat Colonia Capului în 1795 (Prima ocupație) dar a cedat teritoriul în 1803. Totuși, forțele britanice s-au întors la 19 ianuarie 1806 și au ocupat din nou Capul (A doua ocupație). Teritoriul a fost cedat Regatului Unit în urma Tratatului anglo-olandez din 1814 fiind administrat de Londra sub numele de Colonia Capului. A rămas colonie britanică până la incorporarea sa în statul independent Uniunea Africii de Sud în 1910 (stat ce a devenit apoi Republica Africa de Sud).
Guvernul portughez a ridicat două repere pentru navigatori, Crucea Diaz și Crucea Da Gama, în memoria exploratorilor Vasco da Gama și Bartolomeu Diaz. Linia ce le unește arată spre Whittle Rock (34°14.8′S 18°33.6′E / 34.2467°S 18.5600°E), o stâncă submarină cu risc mare de scufundare a vaselor, aflată în False Bay. Pentru localizarea acestora, se folosește și linia ce unește alte două repere din Simonstown.

## Legende
Capul Bunei Speranțe este casa legendară a Olandezului zburător, o navă cu un echipaj format din fantome ale marinarilor, sortită să rătăcească la nesfârșit prin apele din apropiere, fără a ajunge vreodată la țărm.
Adamastor este un personaj inspirat de mitologia greacă inventat de poetul portughez Luís de Camões în poemul său epic Os Lusíadas (tipărit în 1572), ca simbol al forțelor naturii pe care navigatorii portughezi a trebuit să le învingă în timpul descoperirilor lor, în special al pericolelor pe care le-au înfruntat marinarii portughezi în încercarea de a ocoli Capul Furtunilor.

## Galerie de imagini, Capul Bunei Speranțe și Parcul Național "Table Mountain"

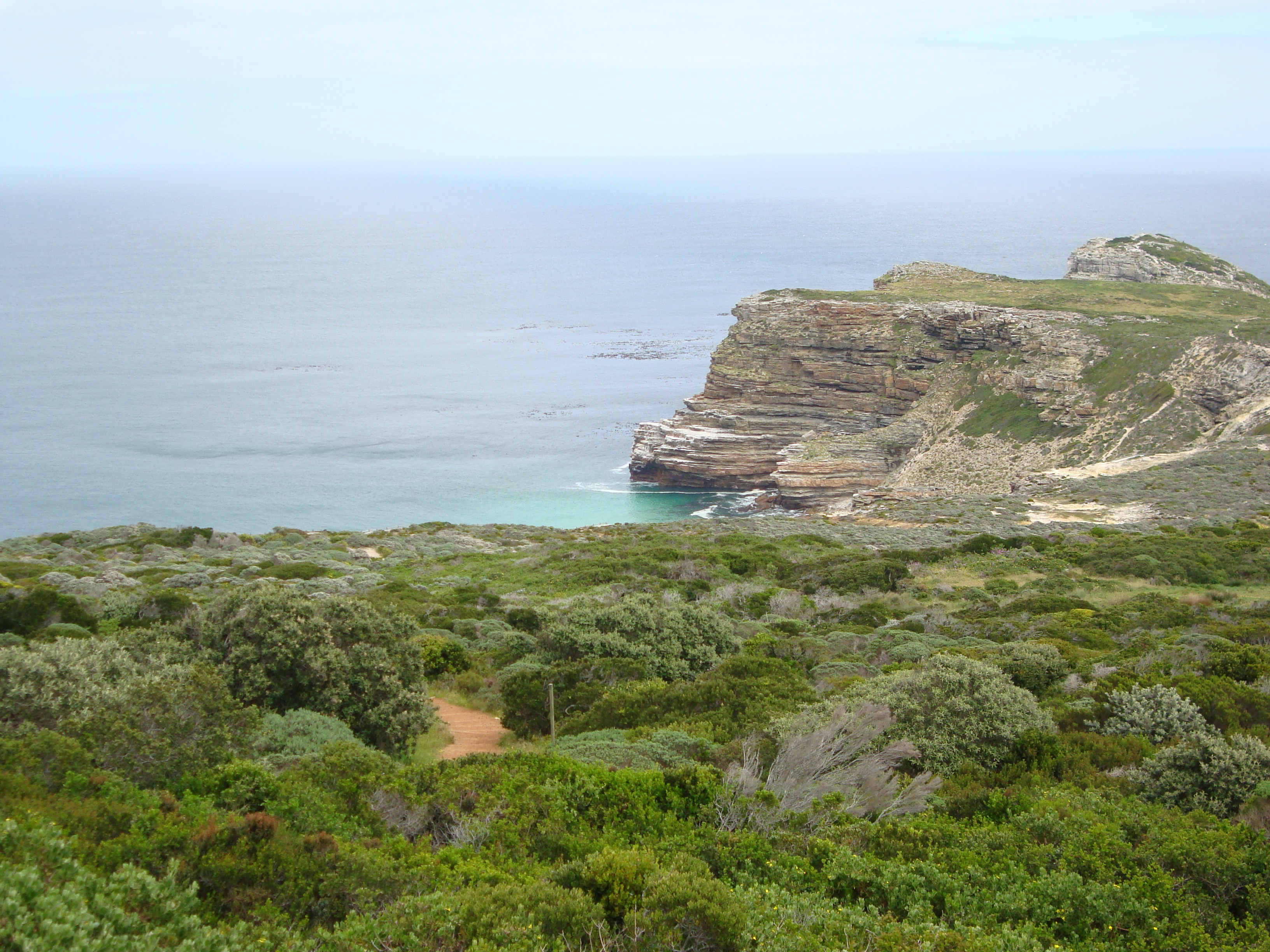
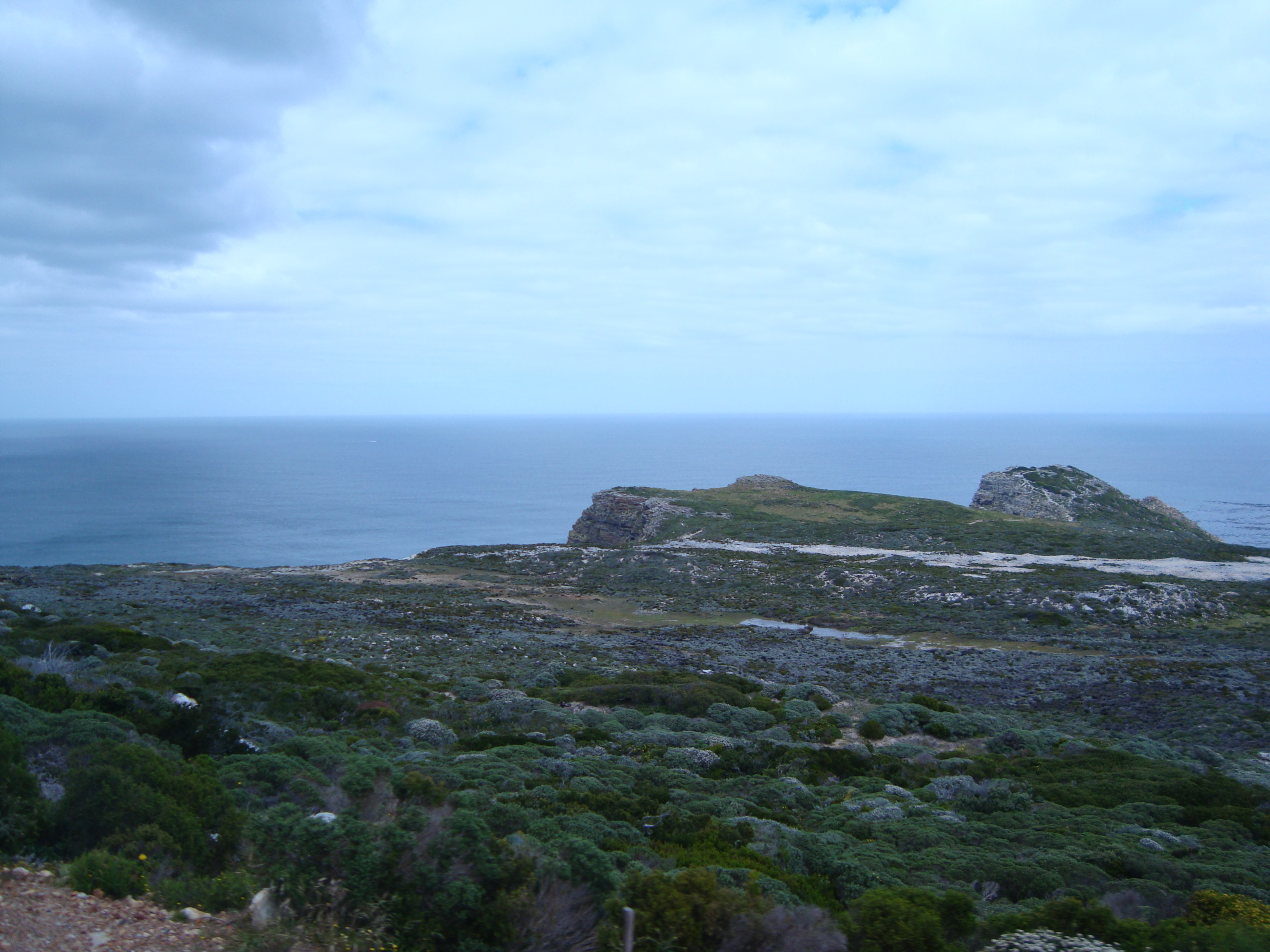
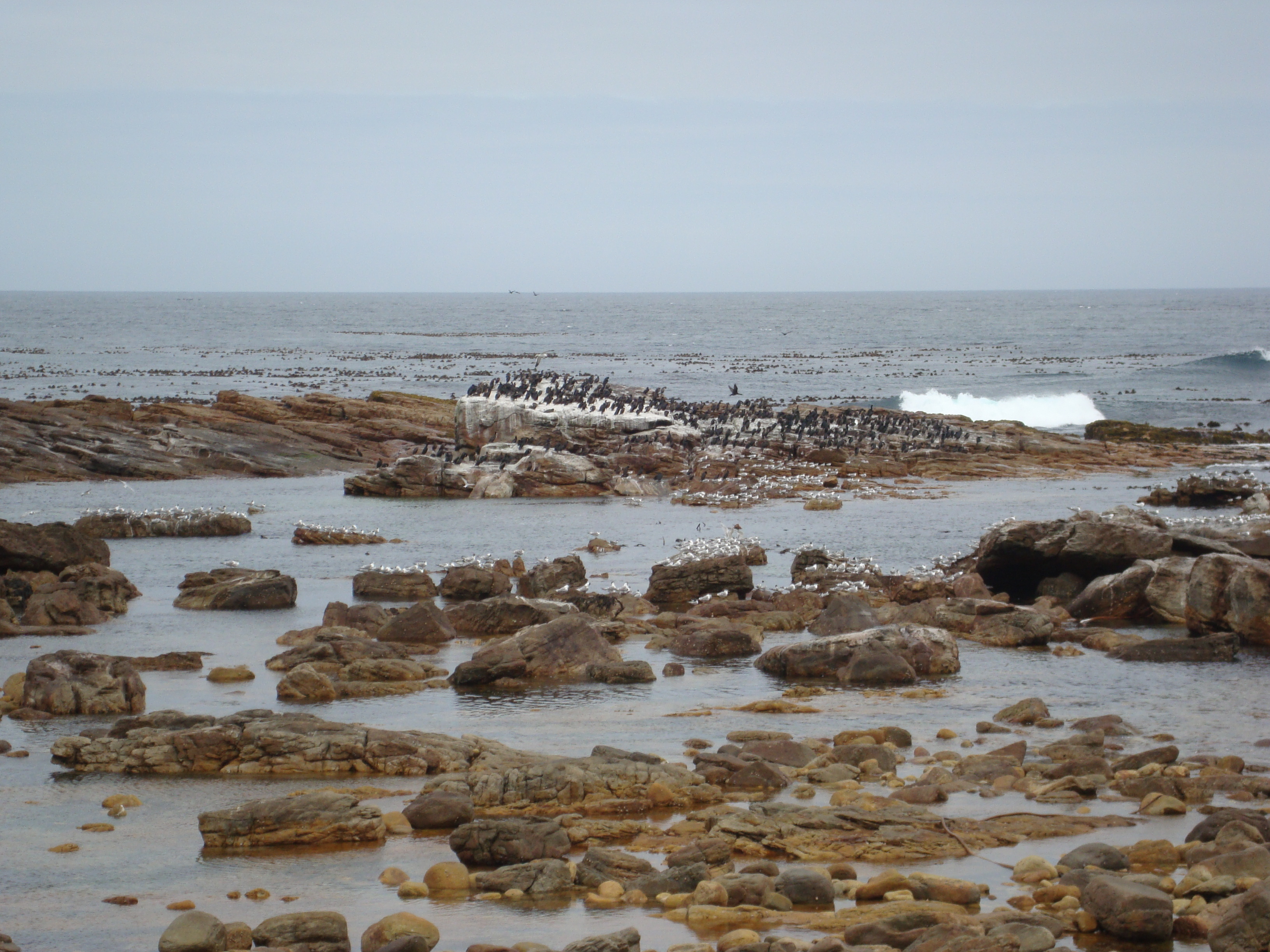
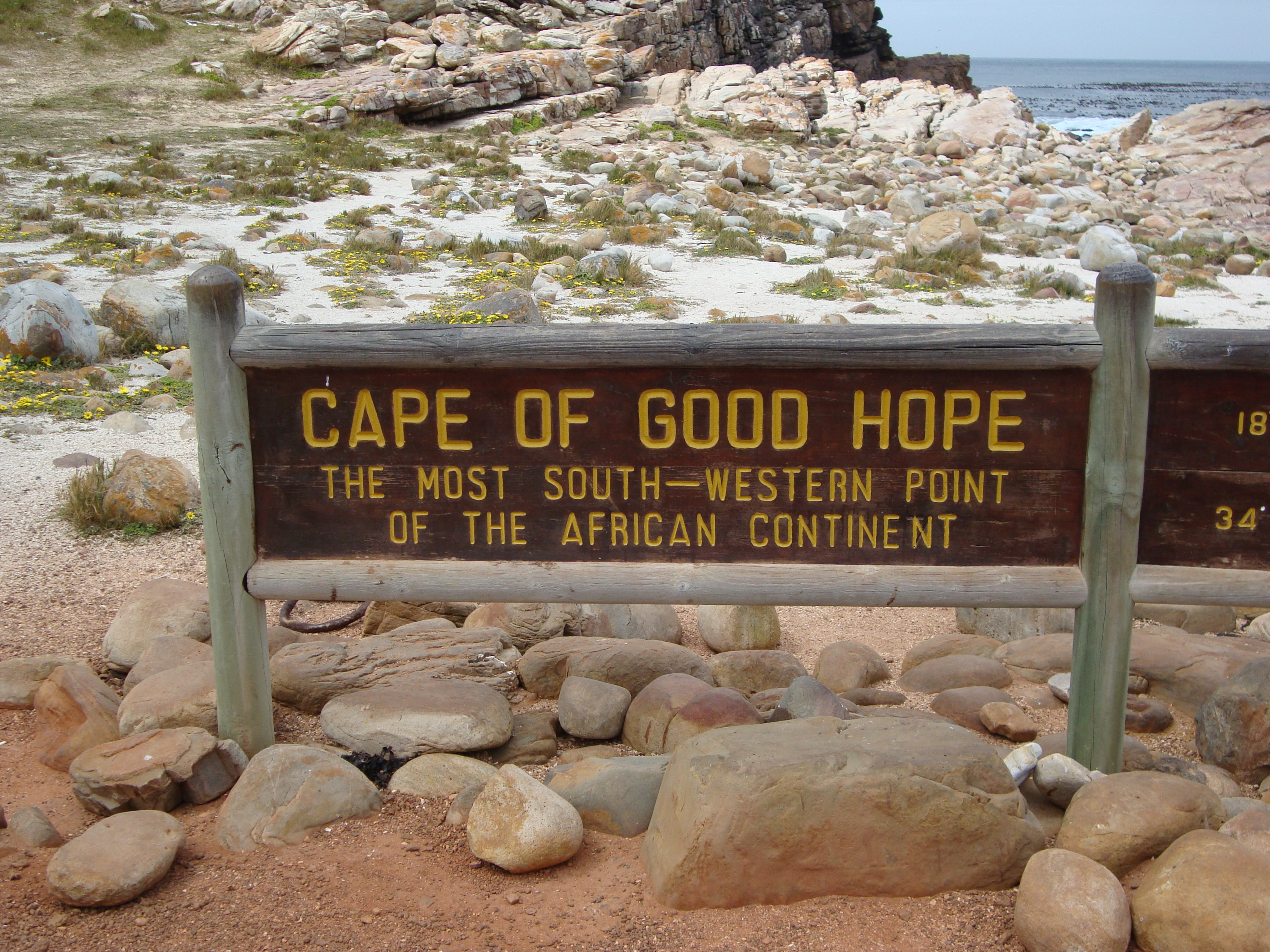
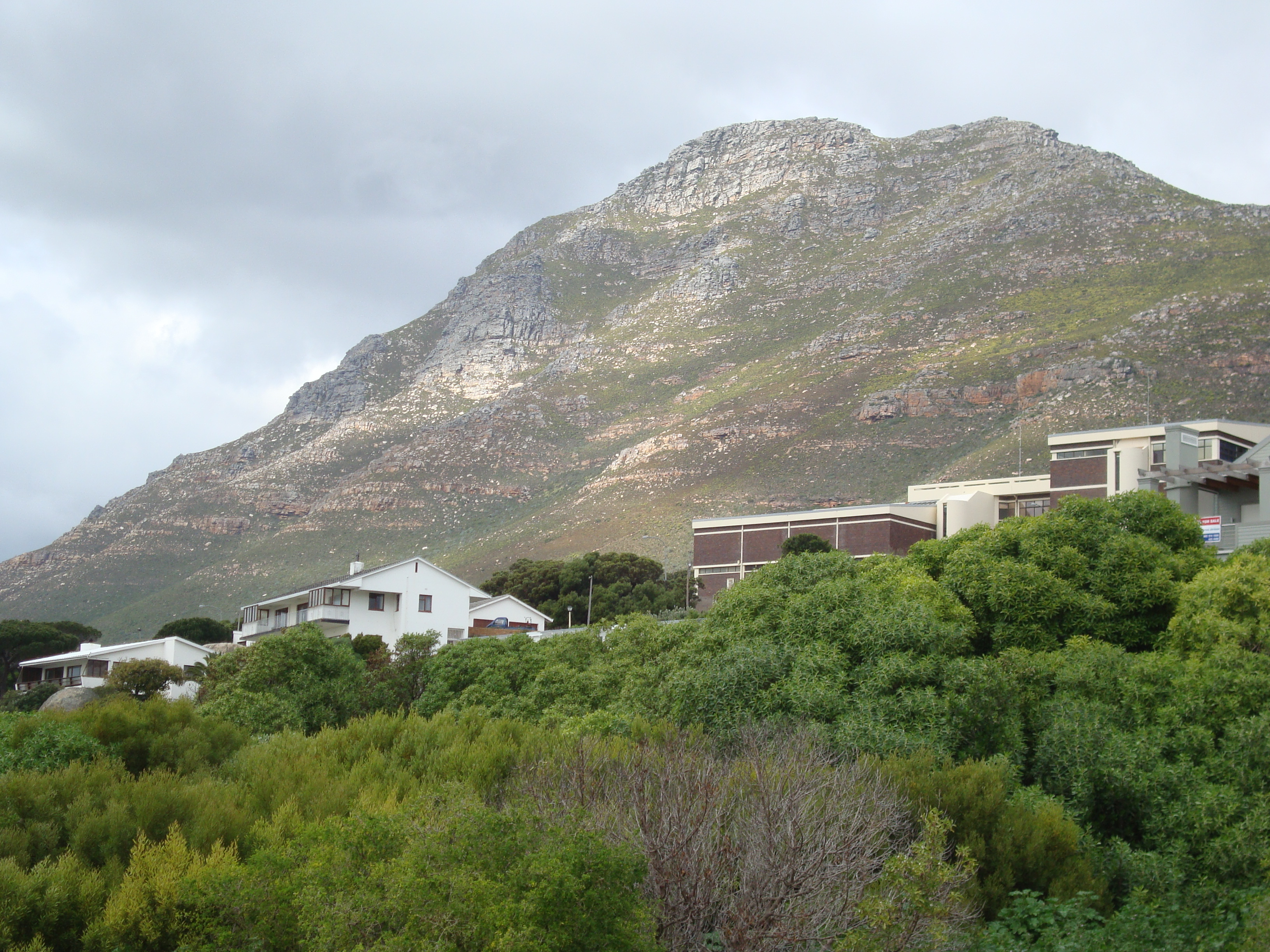
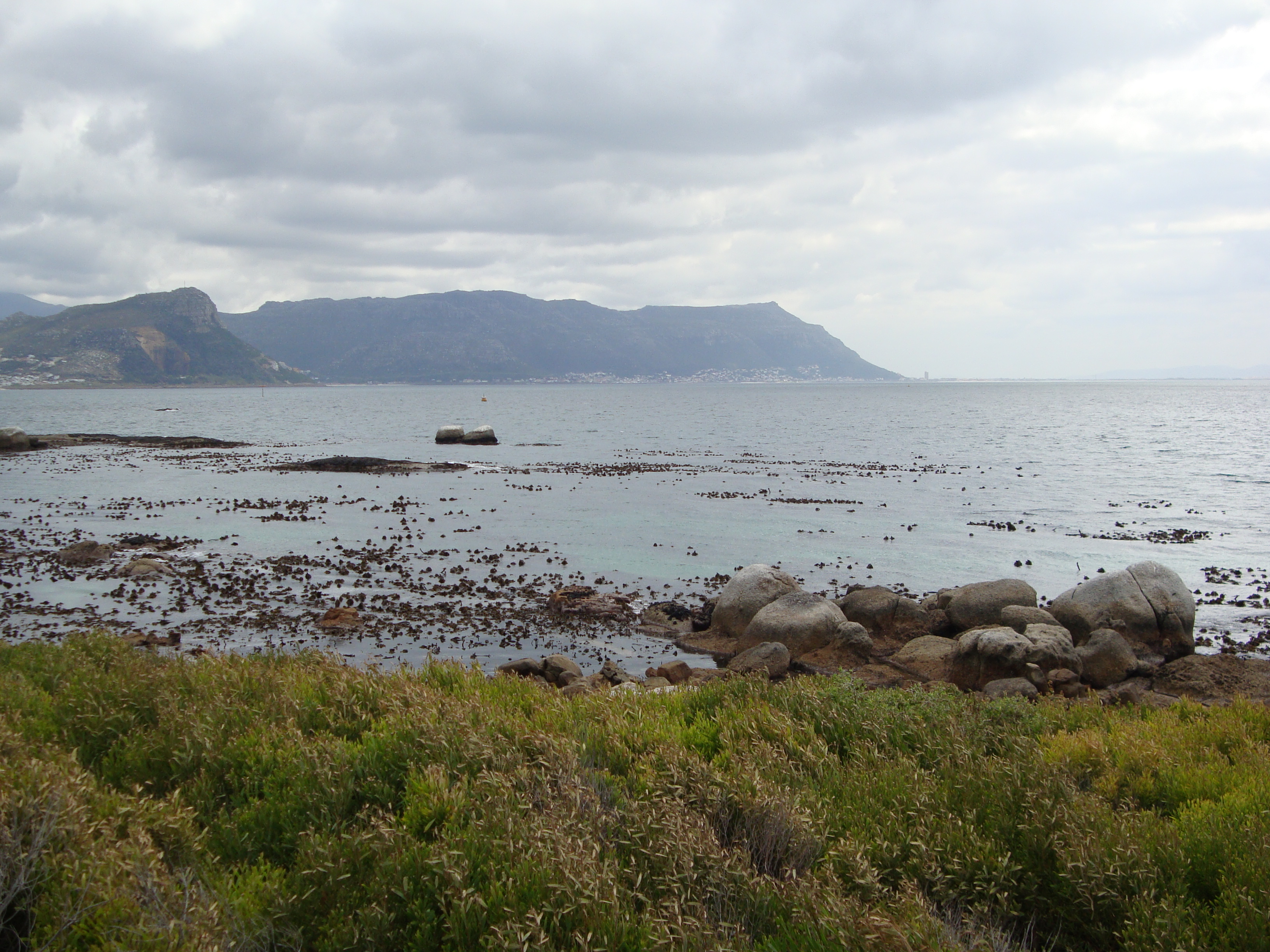
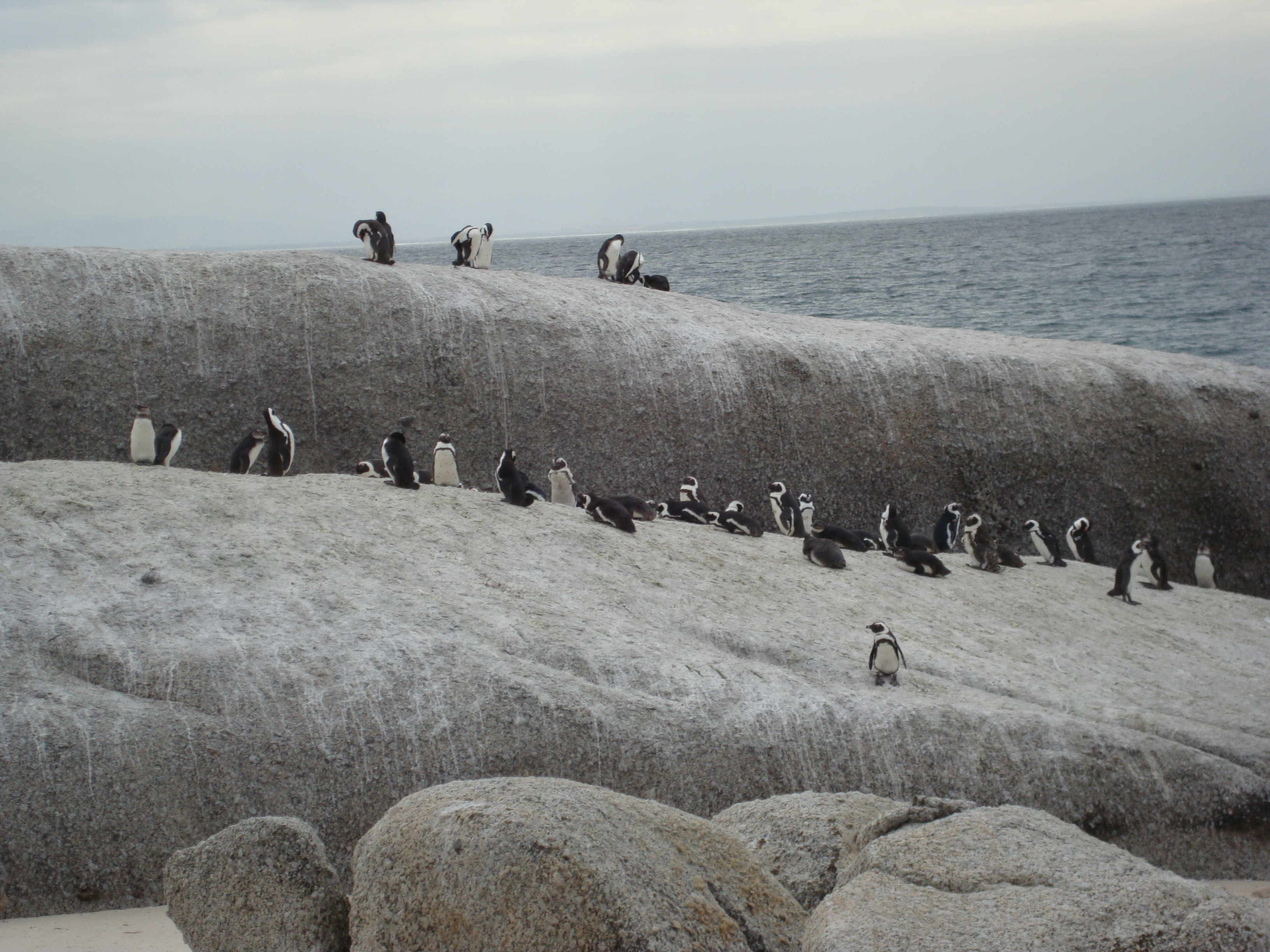
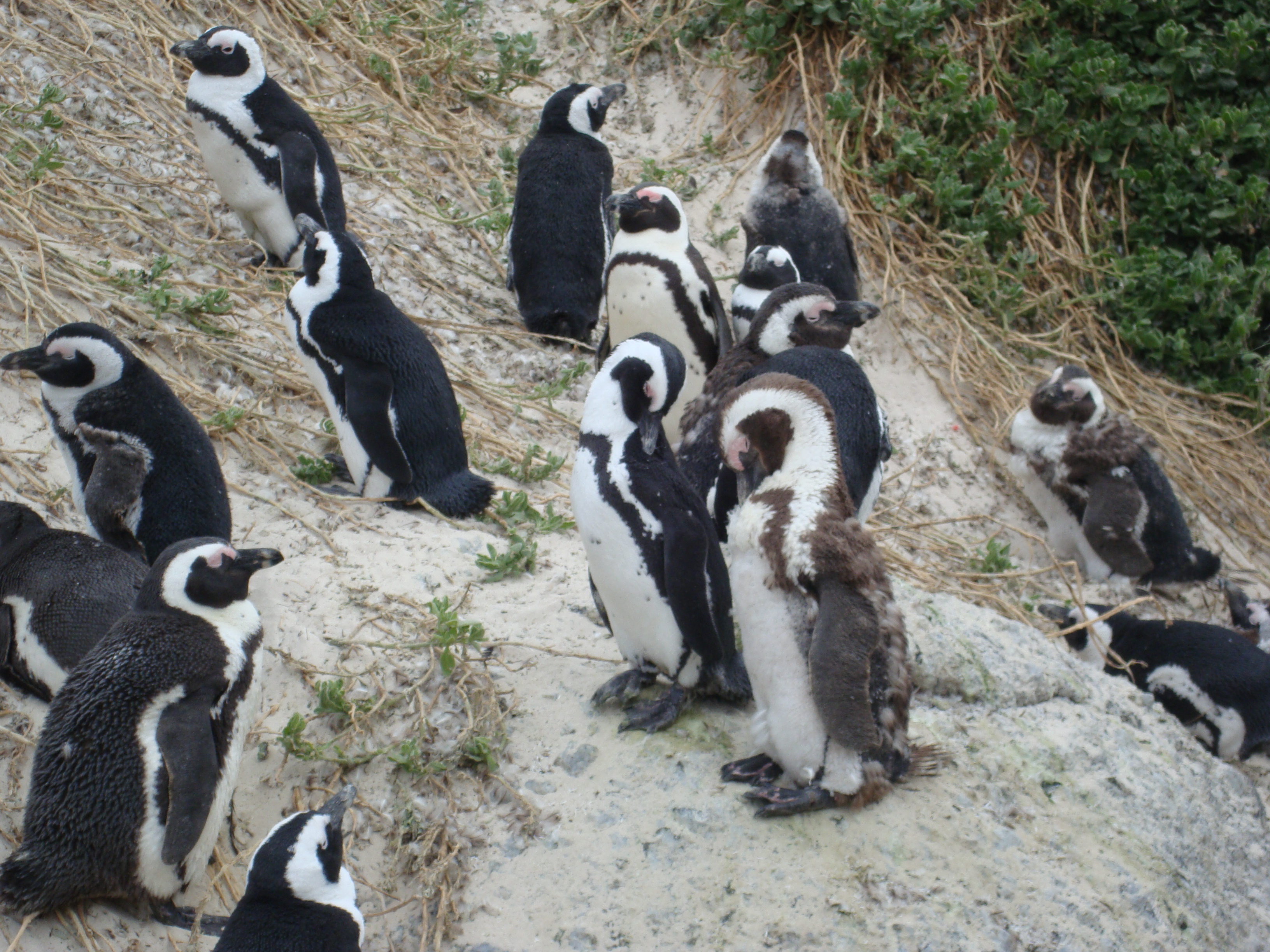
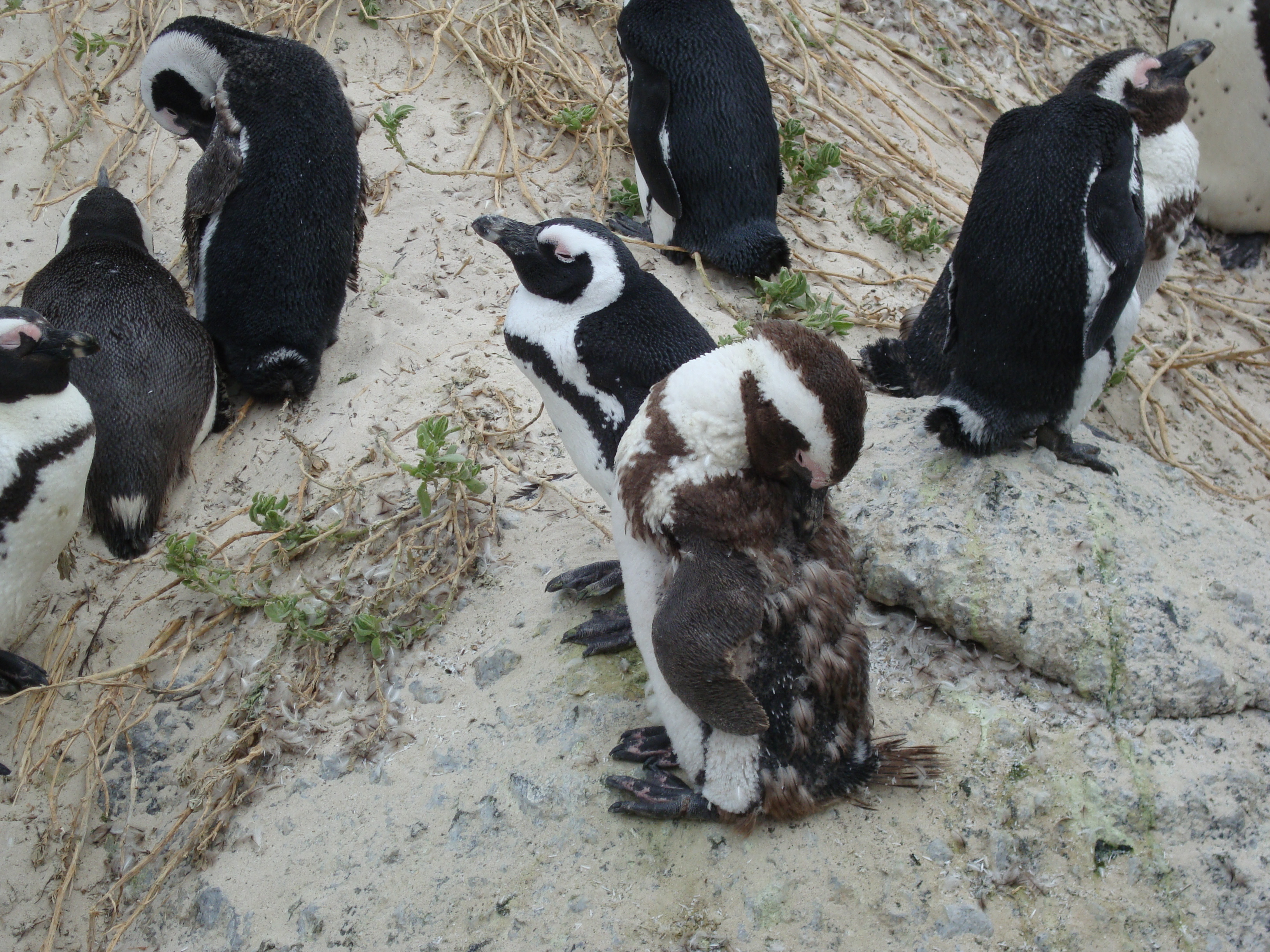
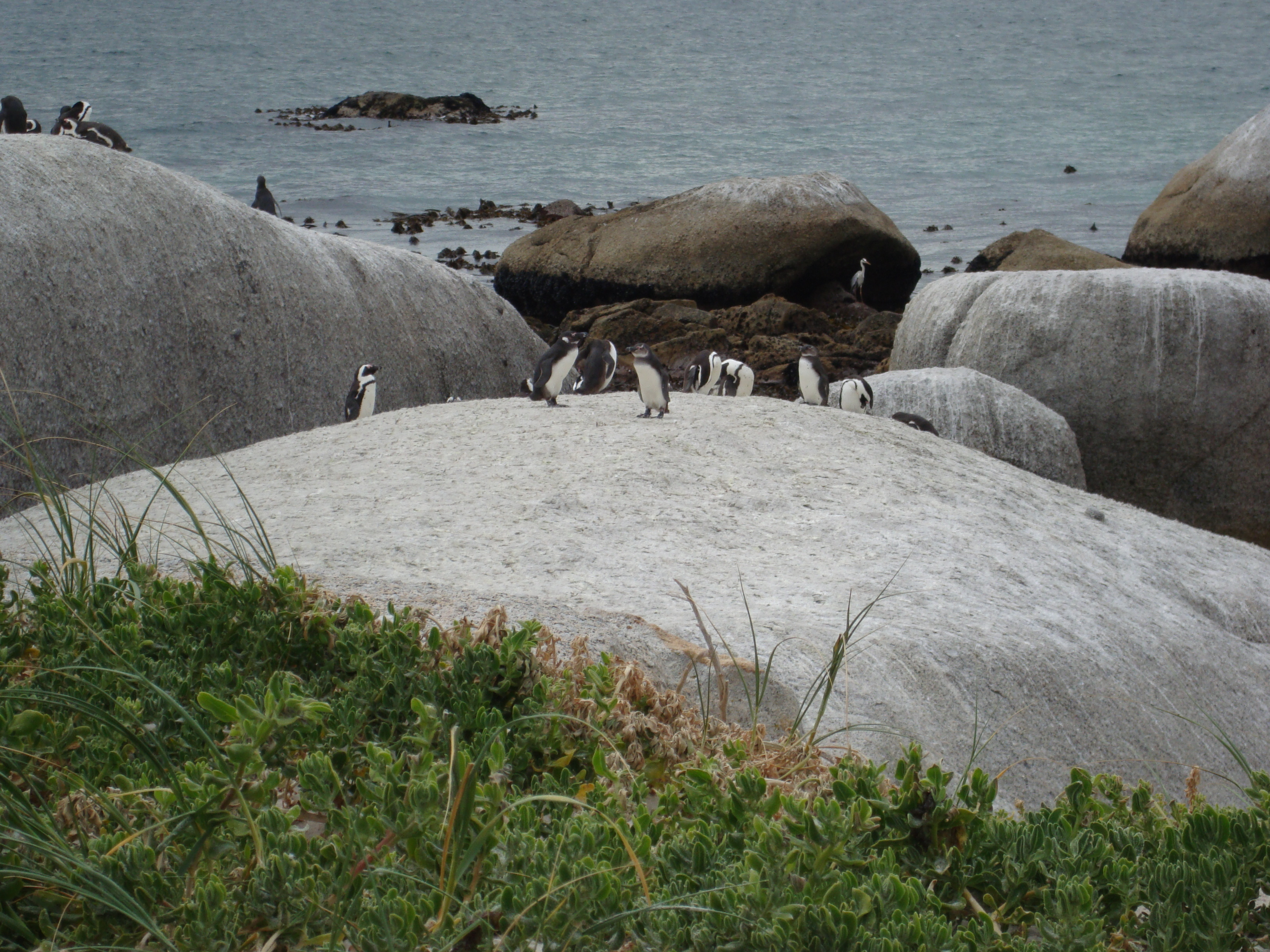
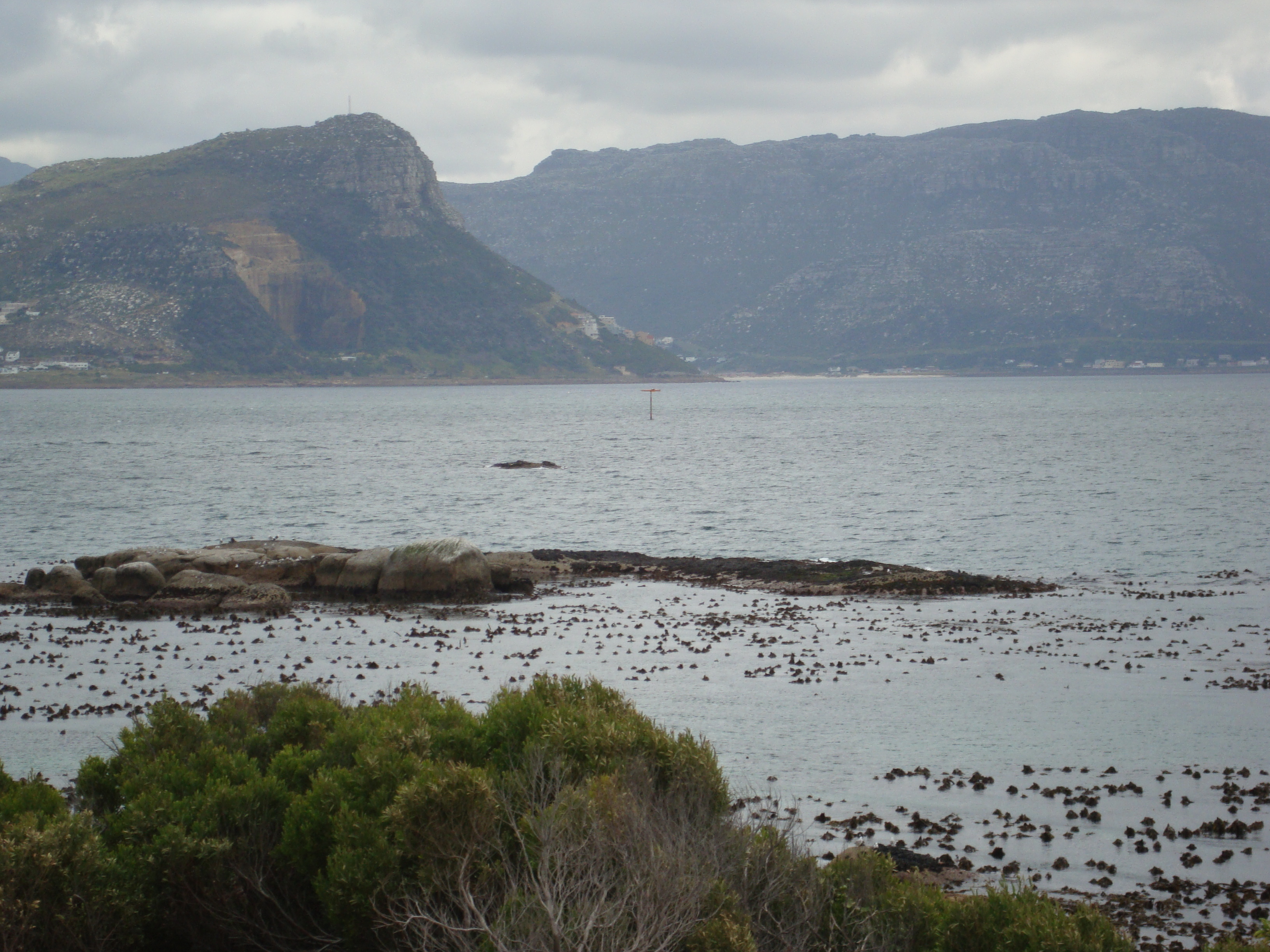
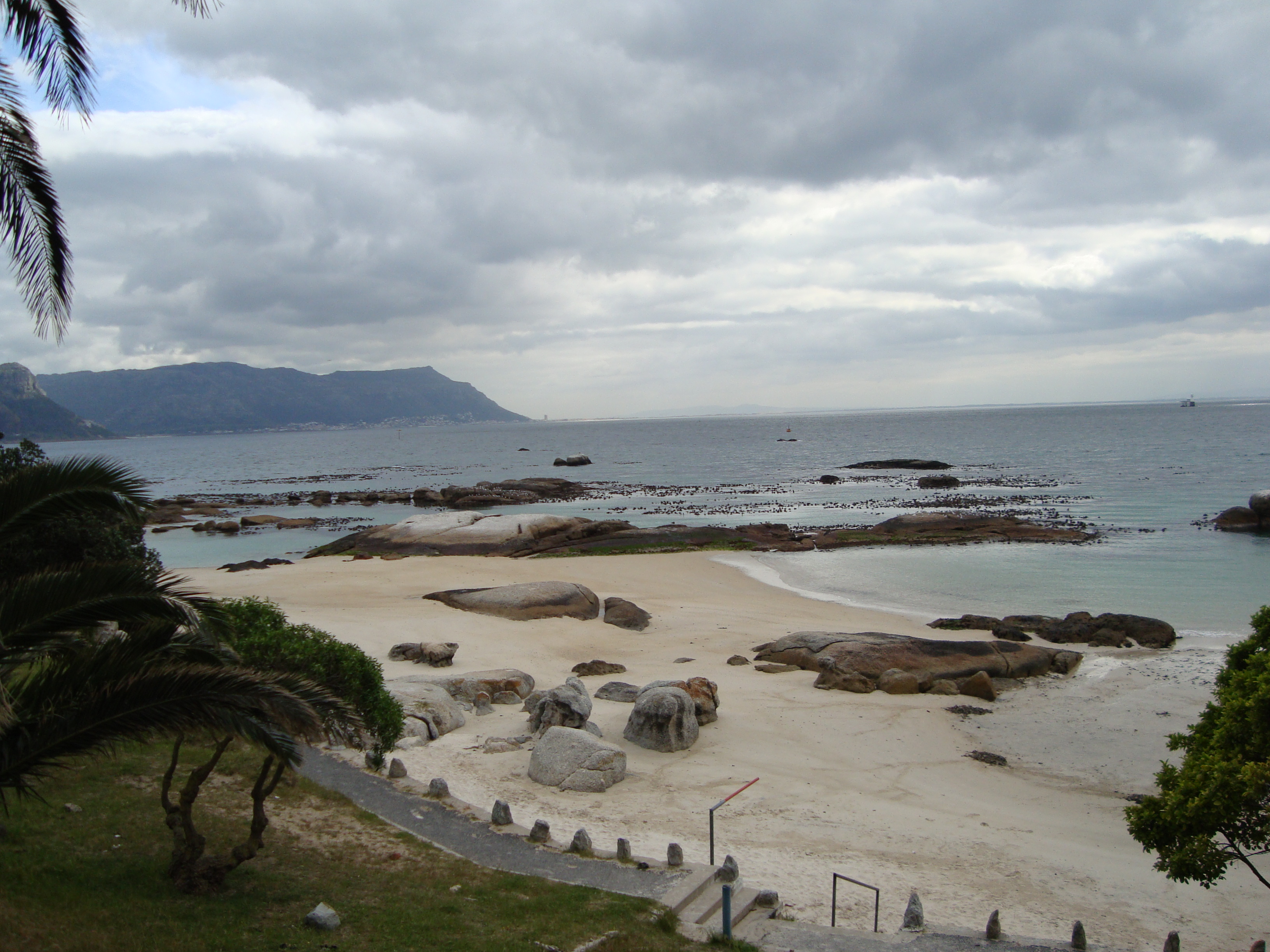
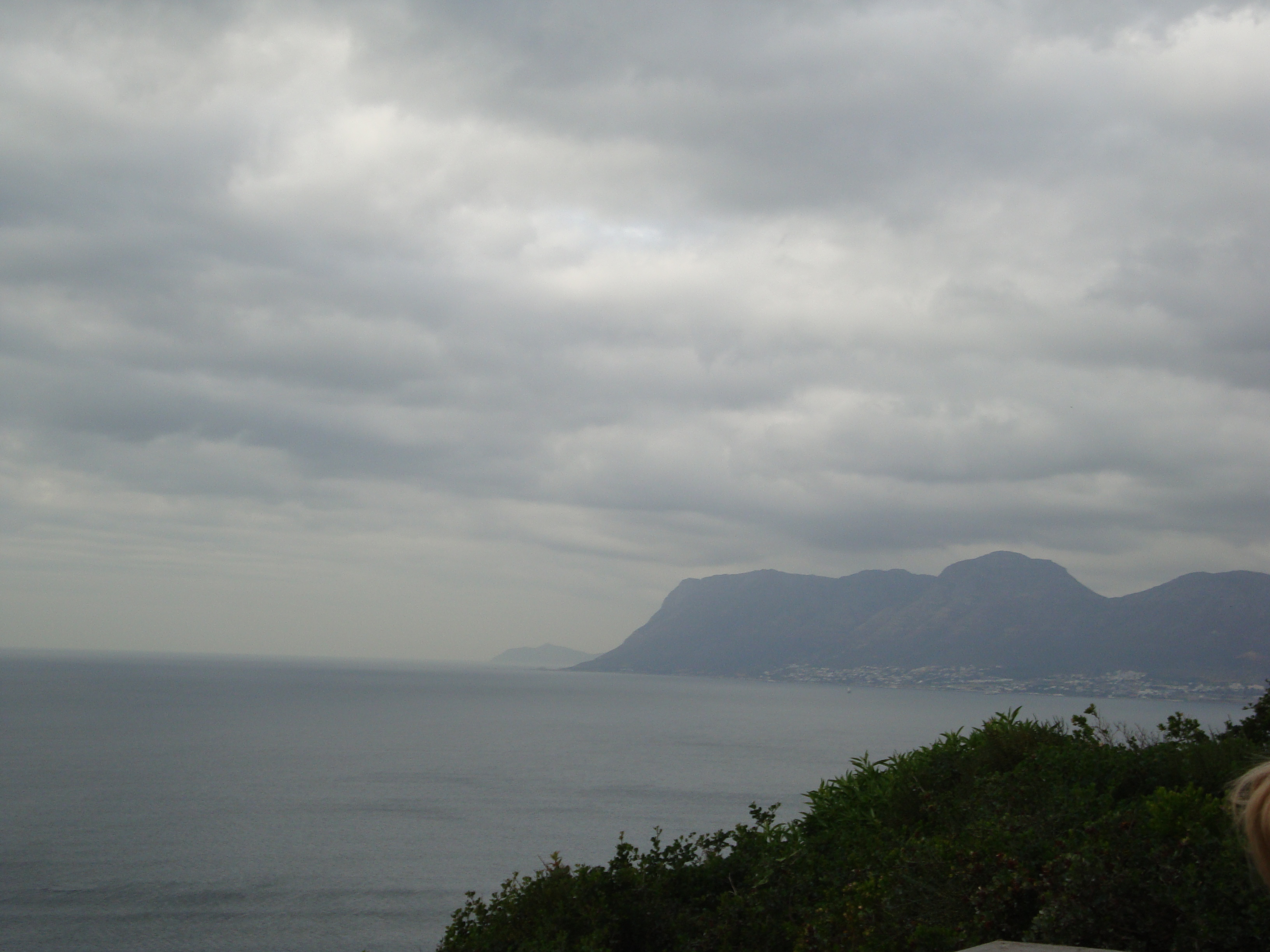
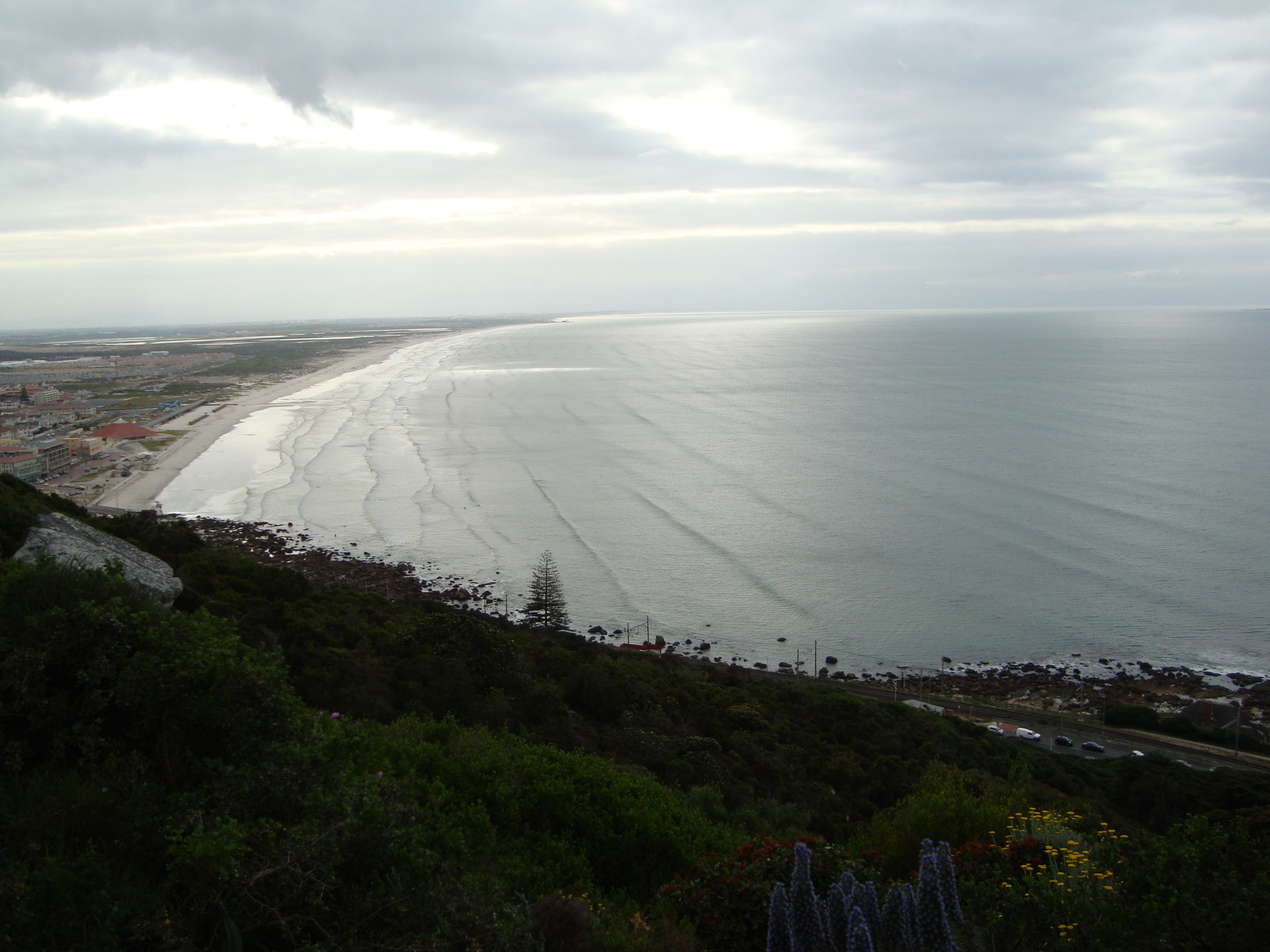